# آيت علي (تابية)
آيت علي هي إحدى مشيخات المملكة المغربية، تتبع جغرافيا لإقليم تارودانت وإداريًا لتابية. يُقدَّر عدد سكانها بـ 20,849 نسمة حسب الإحصاء الرسمي للسكان والسكنى لسنة 2004.